# Stud Brno
STUD je česká nevládní nezisková organizace sdružující gaye, lesby a jejich přátele. Vznikla v roce 1995, sídlí v Brně.

## Historie
Stud vznikl v roce 1995 jako neformální spolek studentů a studentek brněnských vysokých škol s homosexuální a bisexuální orientací. Po marné snaze stát se univerzitním studentským spolkem získal o rok později status nezávislého občanského sdružení, a to pod názvem STUD-lgb (později přejmenovaný na STUD Brno). Od svého založení byl Stud členem Sdružení organizací homosexuálních občanů v ČR (SOHO) až do zániku této organizace v roce 2000. V roce 2004 se stal zakládajícím členem Gay a lesbické ligy (GLL).
Stud od počátku pořádal diskusní setkání, výlety, filmové projekce a další volnočasové aktivity pro lesby a gaye v Brně. Později vydával také měsíčník Studna. V letech 1998 a 2000 byl organizátorem finálového večera soutěže Gay Man ČR. Od roku 2000 začal pořádat každoroční filmovou přehlídku Duha nad Brnem, o dva roky později přejmenovanou na gay a lesbický filmový festival Mezipatra. V období 2001–2005 provozoval Gay a lesbickou linku pomoci a Komunitní centrum LGB mládeže.
Postupně Stud upustil od původních volnočasových aktivit, které převzaly dceřiné a sesterské neformální skupiny Pěšky atd., Holky v Brně, GaTe, Golfský proud Brno, jejichž činnost Stud nepřímo podporoval. Vlastní činnost soustřeďoval na pořádání festivalu Mezipatra, provozování Queer knihovny, politický aktivismus a nepřímou podporu komunitního života gayů a leseb v Brně. Roku 2013 bylo pro Mezipatra založeno samostatné sdružení téhož názvu, jemuž Stud propůjčil pořádání festivalu. V roce 2013 začal spolek také pořádat pravidelnou společenskou a taneční akci Queer Ball.
V roce 2021 se pod Studem zformoval projekt Queer Kód, jehož cílem se stalo poskytnout prostor pro společenské a kulturní aktivity pro lidi z LGBTQ+ komunity a lidi otevřené vůči „jinakosti“. V srpnu 2021 Queer Kód uspořádal první Brněnský Pride Week 2021 – týden plný kulturních akcí věnovaných queer komunitě a jejich přátelům.

## Cíle a poslání
Posláním Studu je působit ve prospěch gay, lesbické, bisexuální a transgender minority a usilovat o její plné právní i faktické zrovnoprávnění s ostatními členy společnosti. Spolek hájí práva a zájmy homosexuálních občanů, napomáhá jim při hledání a rozvoji jejich vlastní identity, usiluje o zvýšení informovanosti veřejnosti, pořádá kulturní a společenské akce prezentující lesbickou, gay, transgender kulturu, umožňuje snazší navázání kontaktů mezi jednotlivci této minority, působí na poli výchovy k trvalým a kvalitním partnerským vztahům, aktivně se zapojuje do činností spojených s problematikou prevence HIV/AIDS a jiných pohlavně přenosných chorob.